# Orgueil
Orgueil è un comune francese di 1 425 abitanti situato nel dipartimento del Tarn e Garonna nella regione dell'Occitania.

## Monumenti

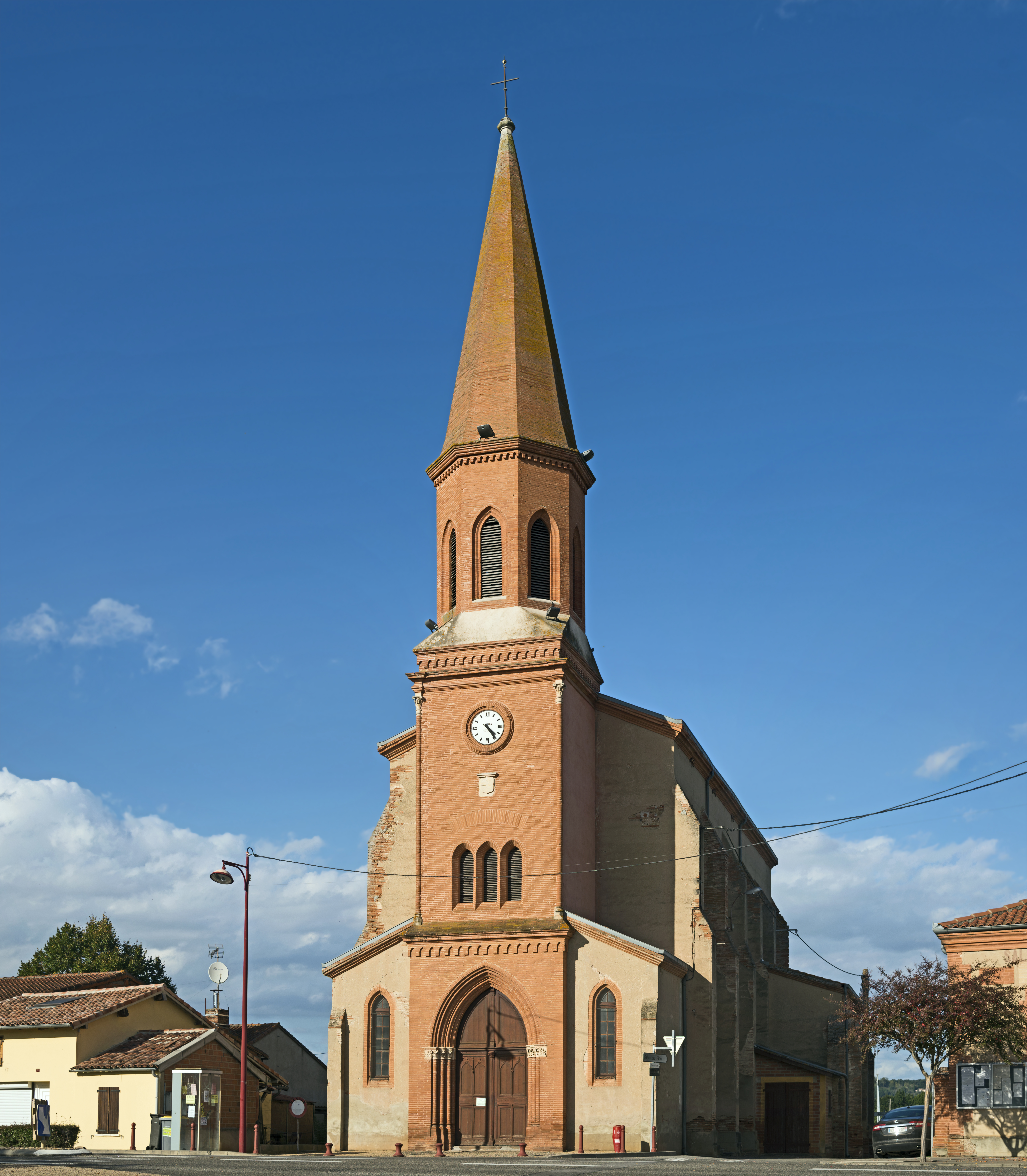
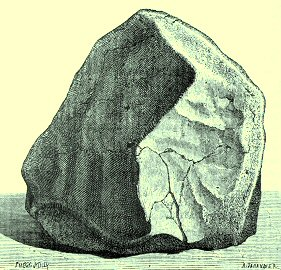

## Società

### Evoluzione demografica
Abitanti censiti